# (308) Polixo
(308) Polixo es un asteroide perteneciente al cinturón de asteroides descubierto por Alphonse Louis Nicolas Borrelly desde el observatorio de Marsella, Francia, el 31 de marzo de 1891.
Está nombrado por Polixo, bien la nodriza de Hipsípila, bien una de las Híades, en la mitología griega.

## Características orbitales
Polixo orbita a una distancia media de 2,749 ua del Sol, pudiendo alejarse hasta 2,858 ua. Tiene una excentricidad de 0,03967 y una inclinación orbital de 4,361°. Emplea en completar una órbita alrededor del Sol 1665 días.